# 감사의 노래
《감사의 노래》(ありがとうのうた)는 2004년 3월 24일 발매한 V6의 25번째의 싱글이다.

## 설명
- 〈ありがとうのうた〉는 팬에게 감사의 마음을 전하기 위해서 만들어진 곡이다.
- V6 곡으로서는 드물게 멤버 전원에게 솔로 파트가 있다
- V6 싱글 처음으로 CD반, CD+DVD반으로 발매된 싱글이다.

## 수록곡

### 통상반
1. ありがとうのうた
  - 작사：A.S.Z.project, 작곡：히비노 겐키, 편곡：K-Muto
  - 카와이학원 〈대학 수험과〉TV-CM곡, V6 출연 버라이어티 TBS계열 《학교에 가자!》주제곡
2. Junk trap
  - 작사：무츠미 스미오, 작곡：초쿠 아사다, 편곡：스즈키 마사야

### 초회한정반
1. ありがとうのうた
2. Junk trap

DVD
1. ありがとうのうた PV